# Піксясинське сільське поселення
Піксяси́нське сільське поселення (рос. Пиксясинское сельское поселение) — муніципальне утворення у складі Ардатовського району Мордовії, Росія. Адміністративний центр та єдиний населений пункт — село Піксясі.

## Населення
Населення — 280 осіб (2019, 397 у 2010, 427 у 2002).